# Dalekie (gmina Długosiodło)
Dalekie – wieś w Polsce położona w województwie mazowieckim, w powiecie wyszkowskim, w gminie Długosiodło. Ma status sołectea.
Wieś leży w sercu Puszczy Białej. 
| SIMC    | Nazwa         | Rodzaj    |
| ------- | ------------- | --------- |
| 0509330 | Dalekie-Lasek | kolonia   |
| 0509301 | Pod Borem     | część wsi |
| 0509318 | Podborze      | część wsi |
| 0509324 | Wężyce        | część wsi |

Wierni Kościoła rzymskokatolickiego należą do parafii św. Rocha w Długosiodle.

## Historia
W latach 1921–1931 wieś leżała w województwie białostockim, w powiecie ostrołęckim, w gminie Długosiodło.
Według Powszechnego Spisu Ludności z 1921 roku wieś zamieszkiwało 238 osób, 231 było wyznania rzymskokatolickiego a 7 mojżeszowego. Jednocześnie 231 mieszkańców zadeklarowało polską przynależność narodową a 7 żydowską. Było tu 39 budynków mieszkalnych. Miejscowość należała do parafii rzymskokatolickiej w Długosiodle. Podlegała pod Sąd Grodzki w Ostrowie i Okręgowy w Łomży; właściwy urząd pocztowy mieścił się w Długosiodle.
W wyniku agresji III Rzeszy na Polskę we wrześniu 1939 wieś znalazła się pod okupacją niemiecką i do wyzwolenia weszła w skład dystryktu warszawskiego Generalnego Gubernatorstwa.
W latach 1954–1961 wieś należała i była siedzibą władz gromady Dalekie, po jej zniesieniu w gromadzie Białebłoto-Kobyla. W latach 1975–1998 miejscowość należała administracyjnie do województwa ostrołęckiego.
Stacja kolejowa na linii Warszawa-Tłuszcz-Ostrołęka. Przez miejscowość prowadzą znakowane szlaki turystyczne, co czyni ją dogodną bazą wypadową dla turystyki.